# Cannon Fodder (jeu vidéo)
Cannon Fodder est un jeu vidéo d'action et de stratégie développé par Sensible Software et édité par Virgin Interactive en 1993 sur Amiga. Le jeu a été porté sur Atari ST, DOS et consoles de jeu en 1994. Il appartient à la série Cannon Fodder.

## Système de jeu
Le joueur dirige une petite équipe de soldats qu'il dirige à l'aide d'un curseur. Il peut ainsi leur indiquer une direction, et pendant qu'ils se déplacent leur faire tirer dans d'autres directions. Il est possible de diviser ses hommes en plusieurs équipes séparées. Le jeu est composé de missions, elles-mêmes parfois sous-divisé en phases.
Les vies et le game over sont gérés de manière classiques mais sont habillées d'une forme particulière : chez vous se trouve une colline, nommée "Boot Hill". À chaque nouvelle mission, un certain nombre de jeunes recrues vient rejoindre votre armée et attend au pied de la dite colline (chacune avec son propre nom, les plus connus étant les 3 premières : Jools, Jops et Stoo). Lorsque vous perdez une recrue en mission, une tombe apparait sur la colline et une nouvelle recrue est enrôlée à sa place (pour la mission suivante ou nouvelle tentative de celle en cours).
Le jeu baigne dans une ambiance humoristique.

## À noter
- Le jeu fait partie de la liste des programmes interdit en Allemagne, et il l'est toujours aujourd'hui [1] (au moins de 18 ans pour le moins).
- La version Amiga faisait apparaitre en ouverture un message (This game is not in any way endorsed by the Royal British Legion) qui ne figure pas sur les autres versions.
- La version Amiga CD32 dispose d'une vidéo d'introduction jouée par les différents concepteurs du jeu. Cette vidéo n'était disponible que pour les rares possesseurs de l'extension Full Motion Video de la console. C'est le seul jeu de cette machine à utiliser cette extension bien qu'elle ne soit pas nécessaire pour y jouer.

## Accueil
| Cannon Fodder |      |       |
| Média         | Pays | Notes |
| Edge          | GB   | 9/10  |
| Gen4          | FR   | 88 %  |
| Joypad        | FR   | 86 %  |
| Joystick      | FR   | 91 %  |
| Tilt          | FR   | 89 %  |